# 女夫岩遺跡

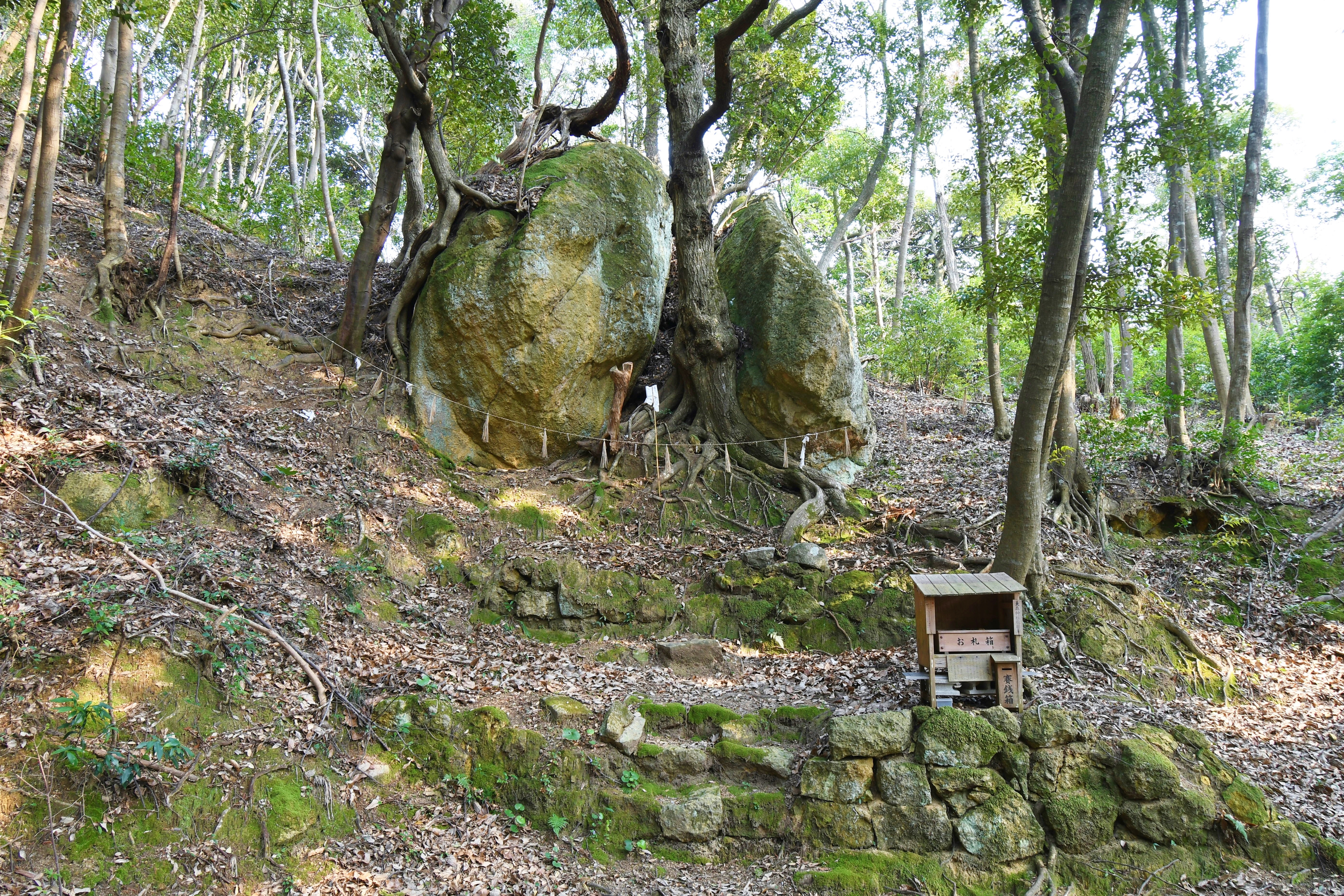
女夫岩遺跡

女夫岩遺跡（めおといわいせき）は、島根県松江市宍道町白石（はくいし）にある古代祭祀遺跡。島根県指定史跡に指定されている。

## 概要

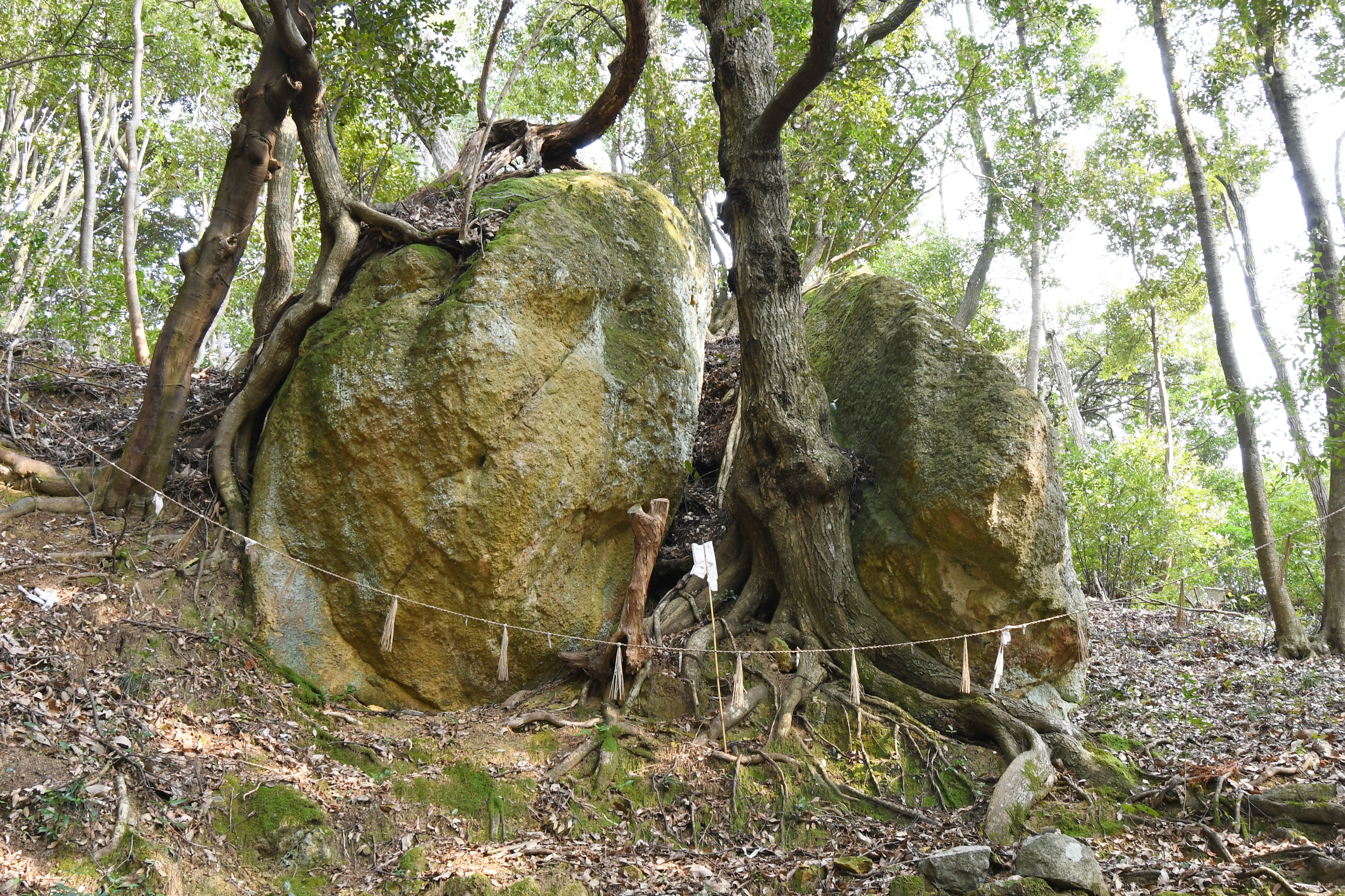
巨石

島根県東部、宍道湖南岸の小丘陵斜面（標高約50メートル）に位置する。古くから「女夫岩（みょうといわ/めおといわ）」や「宍岩（ししいわ）」と呼ばれて信仰される、巨石2個を中心とした遺跡である。1996年度（平成8年度）に試掘調査が実施されている。
2巨石は、尾根付近に寄り添うように露出し、北石は長さ9メートル・幅2.5メートル・高さ4メートル以上、南石は長さ6メートル・幅3メートル・高さ4.5メートル以上を測る。2石の根本には石垣が積まれ、その前面に幅15メートル・奥行き8メートルのテラスが形成されている。発掘調査では、テラスの西側下方斜面から古墳時代中期の土師器（高坏）や古墳時代後期の須恵器（小型壺・甕）が、周辺の斜面や下の溜池付近からも古墳時代後期の須恵器が多数検出されている。地形的に古墳・住居跡に伴う遺物とは考えられないことから、2巨石を磐座とした古墳時代中期-後期の祭祀跡と推定される。また近世から近代までの遺物も認められており、古代から現代まで信仰対象とされた様子がうかがえる。2巨石を『出雲国風土記』意宇郡宍道郷条に見える「猪像」に比定する説もあり、風土記伝承の実像を考察するうえでも重要視される遺跡になる。
遺跡域は1997年（平成9年）に島根県指定史跡に指定されている。

## 遺跡歴
- 1994年（平成6年）、中国横断自動車道尾道松江線の建設予定地に設定。遺跡保存運動が展開[2]。
- 1996年度（平成8年度）、試掘調査（島根県教育委員会・宍道町教育委員会、1999年に報告書刊行）[2]。
- 1997年（平成9年）3月28日、島根県指定史跡に指定。
- 2001年（平成13年）、山陰自動車道・松江自動車道松江玉造IC-宍道IC間の開通（遺跡下を女夫岩トンネルが貫通）。

## 文化財

### 島根県指定文化財
- 史跡
  - 女夫岩遺跡 - 1997年（平成9年）3月28日指定。